# Покривник білочеревий
Покривни́к білочеревий (Myrmeciza longipes) — вид горобцеподібних птахів родини сорокушових (Thamnophilidae). Мешкає в Центральній і Південній Америці. Це єдиний представник монотипового роду Покривник (Myrmeciza). Традиційно до роду Myrmeciza відносили низку інших видів, однак за результатами молекулярно-генетичного дослідження, яке показало поліфілітичність цього роду, вони були переведені до 12 інших родів, внаслідок чого білочеревий покривних залишився єдиним представником роду Myrmeciza.

## Опис
Довжина птаха становить 15 см, вага 26 г. Верхня частина тіла рудувато-коричнева, нижня частина тіла білувата, нижня частина живота і боки охристі. Над очима довгі сірі "брови". у самців обличчя, горло і верхня частина грудей чорні. У самиць тім'я темне. на щоках сірі плями, на крилах невеликі темні плямки. Лапи рожеві, довгі і міцні.

## Підвиди
Виділяють чотири підвиди:
- M. l. panamensis Ridgway, 1908 — східна Панама (на узбережжі Панамської затоки і в Зоні Каналу) і північна Колумбія;
- M. l. longipes (Swainson, 1825) — північно-східна Колумбія (східні схили Анд від Норте-де-Сантандера до Мети), північна Колумбія (на схід до Сукре) і острів Тринідад;
- M. l. boucardi Berlepsch, 1888 — центральна Колумбія (долина Магдалени від Кундінамарки до Уїли);
- M. l. griseipectus Berlepsch & Hartert, E, 1902 — центральна Колумбія (від Мети на схід до Ґуайнії), південна і східна Венесуела (північ Амасонасу і Болівару, Дельта-Амакуро), західна Гаяна, локально на півдні Суринаму та на північному сході Бразилії (північно-східна Рорайма, центральна Амапа, схід центральної Пари).

## Поширення і екологія
Білочереві покривники мешкають в Панамі, Колумбії, Венесуелі, Гаяні, Суринамі, Бразилії та на Тринідаді і Тобаго. Вони живуть в підліску сухих і вологих тропічних лісів, в лідколіссях, саванах і на плантаціях. Зустрічаються на висоті до 1750 м над рівнем моря. Живляться комахами та іншими безхребетними, яких шукають на землі. Гніздяться на деревах, в кладці 2-3 яйця. Насиджують і самиці, і самці.